# Codoichthys carnavalii
Codoichthys carnavalii è un pesce osseo estinto, appartenente agli ellimmittiformi. Visse nel Cretaceo inferiore (Aptiano, circa 120 milioni di anni fa) e i suoi resti fossili sono stati ritrovati in Brasile.

## Descrizione
Questo animale possedeva un corpo fusiforme, e solitamente superava di poco i 6 centimetri di lunghezza. Era dotato di un profilo predorsale piuttosto arcuato, ed era compresso lateralmente. Il muso era corto e le fauci superiori non superavano la parte posteriore dell'orbita. Sia il profilo dorsale che quello ventrale erano leggermente convessi; la pinna dorsale era a circa metà del corpo, pressoché opposta alle pinne pelviche. La pinna caudale era profondamente biforcuta e i due lobi erano pressoché identici.  Come tutte le forme simili, anche Codoichthys era dotato di scudi dorsali carenati di fronte alla pinna dorsale e di scudi ventrali; questi ultimi oltrepassavano le pinne pelviche per terminare di fronte alla pinna anale. 

## Classificazione
Codoichthys carnavalii venne descritto per la prima volta nel 1994, sulla base di resti fossili rinvenuti molti anni prima nella zona di Morro de Umburanas (Stato di Maranhão, Brasile), in terreni risalenti all'Aptiano. Inizialmente noto come “Knightia carnavalii” ma mai descritto ufficialmente con questo nome, Codoichthys è in realtà un rappresentante degli ellimmittiformi, un gruppo di pesci clupeomorfi tipici del Cretaceo e dotati di forti scudi dorsali oltre che ventrali. All'interno di questo gruppo, sembra che Codoichthys fosse un rappresentante basale dei Paraclupeidae, un clade derivato comprendente forme come Paraclupea, Ellimmichthys ed Ellimma. 